# Первая группа гомологий

Длинный цилиндр на бутылке Клейна, ограничивающий одномерные циклы и, является гомологией между ними.

Первая группа гомологий топологического пространства — абелева группа, состоящая из петель в этом пространстве, рассматриваемых с точностью до гомологичности. Такие петли описывают форму пространства и измеряют количество его дыр. Первая группа гомологий является простейшим вариантом групп гомологий топологического пространства — одного из центральных понятий теории гомологий и алгебраической топологии.
Близким понятием является фундаментальная группа, операция в которой в общем случае некоммутативна. Первая группа гомологий отличается от фундаментальной тем, что она хранит меньше информации о топологическом пространстве. В связи с этим её проще вычислять. Если фундаментальная группа пространства абелева, то она изоморфна первой группе гомологий, а в общем случае первая группа гомологий является абелианизацией фундаментальной.

## Определение

Индуцирование ориентации с поверхности на её граничные компоненты.

Одномерным циклом в топологическом пространстве {\displaystyle X} называется произвольный упорядоченный набор петель в нём, то есть непрерывное отображение из дизъюнктного объединения окружностей вида
{\displaystyle s\colon \coprod _{i=1}^{n}S^{1}\to X},
где {\displaystyle n\geq 0}. Число {\displaystyle n} называется количеством компонент цикла. При {\displaystyle n=1} цикл является петлей, а при {\displaystyle n=0} — пустым отображением.
Два одномерных цикла {\displaystyle u} с {\displaystyle p} компонентами и {\displaystyle v} с {\displaystyle q} компонентами называются гомологичными, если существуют такие 
- непрерывное отображение {\displaystyle f\colon \Sigma \to X}, где {\displaystyle \Sigma } — дизъюнктное объединение нескольких ориентированных сфер с ручками и дырками, общее число дырок в котором равно {\displaystyle p+q},
- вложения {\displaystyle i_{1},i_{2},\ldots ,i_{p+q}\colon S^{1}\to \Sigma }, параметризующие граничные окружности поверхности {\displaystyle \Sigma } в направлении, согласованном с её ориентацией,

что сужение отображения {\displaystyle u} на окружность индекса {\displaystyle k} совпадает с петлей {\displaystyle f\circ i_{k}} для всех {\displaystyle k\in \{1,\ldots ,p\}}, а сужение отображения {\displaystyle v} на окружность индекса {\displaystyle k} совпадает с петлей {\displaystyle (f\circ i_{p+k})^{rev}} для всех {\displaystyle k\in \{1,\ldots ,q\}}, где символ {\displaystyle x^{rev}} обозначает цикл, отличающийся от цикла {\displaystyle x} лишь направлением обхода каждой окружности. В этом случае отображение {\displaystyle f\colon \Sigma \to X} называется гомологией между циклами {\displaystyle u} и {\displaystyle v}.
Гомологичность является отношением эквивалентности на множестве всех одномерных циклов. Множество всех классов эквивалентности называется первой группой гомологий пространства {\displaystyle X} и обозначается символом {\displaystyle H_{1}(X)}.
Множество {\displaystyle H_{1}(X)} наделяется структурой абелевой группы: суммой двух гомологических классов называется гомологический класс объединения соответствующих одномерных циклов. Относительно такой операции нулём является гомологический класс пустого отображения, а противоположным элементом к данному — гомологический класс цикла {\displaystyle x^{rev}}, получающегося из некоторого представителя {\displaystyle x} данного класса обращением направления обхода всех его компонент.

### Связанные определения
Если одномерный цикл гомологичен пустому отображению, то говорят, что он гомологичен нулю или является границей. Иными словами, цикл с {\displaystyle n} компонентами гомологичен нулю, если он продолжается до отображения из сферы с ручками и {\displaystyle n} дырками.
Отношение гомологичности циклов выражается через гомологичность нулю. А именно, два одномерных цикла {\displaystyle u} и {\displaystyle v} гомологичны тогда и только тогда, когда цикл {\displaystyle u\sqcup v^{rev}} гомологичен нулю.
Первым числом Бетти пространства {\displaystyle X} называется ранг абелевой группы {\displaystyle H_{1}(X)}, рассматриваемой как модуль над кольцом целых чисел. Как следует из названия, является частным случаем чисел Бетти.

## Свойства
Первая группа гомологий компактного пространства является конечно порождённой.
Первые группы гомологий гомеоморфных или гомотопически эквивалентных пространств изоморфны.

### Функториальность
Сопоставление {\displaystyle X\to H_{1}(X)} продолжается до функтора из категории топологических пространств в категорию абелевых групп. А именно, каждому непрерывному отображению {\displaystyle f\colon X\to Y} сопоставляется гомоморфизм {\displaystyle f_{*}\colon H_{1}(X)\to H_{1}(Y)}, определяющийся формулой {\displaystyle f_{*}([u]):=[f\circ u]}, где символ {\displaystyle [x]} обозначает гомологический класс цикла {\displaystyle x}.
Если два отображения {\displaystyle f,g\colon X\to Y} гомотопны, то они индуцируют одинаковые гомоморфизмы первых групп гомологий: {\displaystyle f_{*}=g_{*}}. В связи с этим сопоставление {\displaystyle X\to H_{1}(X)} продолжается до функтора из гомотопической категории в категорию абелевых групп.

## Связь с фундаментальной группой
Поскольку сфера с нулём ручек и двумя дырками гомеоморфна цилиндру, гомологичность является обобщением гомотопности. В частности, если два одномерных цикла гомотопны, то они гомологичны. В отличие от гомотопности, у гомологичных циклов количество компонент может различаться.
Имеется естественный гомоморфизм из фундаментальной группы пространства в его первую группу гомологий. Он сопоставляет гомотопическому классу петли её гомологический класс. Можно проверить, что относительно данного отображения произведение переходит в сумму, и тем самым оно действительно является гомоморфизмом. Его ядро совпадает с коммутантом фундаментальной группы. В случае, когда пространство {\displaystyle X} линейно связно, данный гомоморфизм сюръективен, и тем самым
{\displaystyle \pi _{1}(X)/[\pi _{1}(X),\pi _{1}(X)]\cong H_{1}(X)},
то есть первая группа гомологий изоморфна абелианизации фундаментальной группы.
В частности, первая группа гомологий линейно связного пространства тривиальна тогда и только тогда, когда его фундаментальная группа каинова.